# Saint-Augustin-des-Bois

Saint-Augustin-des-Bois este o comună în departamentul Maine-et-Loire, Franța. În 2009 avea o populație de 1,017 de locuitori.